# Robert Schollum
Robert Schollum (ur. 22 sierpnia 1913 w Wiedniu, zm. 30 września 1987 tamże) – austriacki kompozytor.

## Życiorys
Studiował w Neues Wiener Konservatorium oraz Konserwatorium Wiedeńskim, uczył się też prywatnie u Josepha Marxa i Egona Lustgartena (kompozycja i teoria), Carla Lafitego (fortepian i organy) oraz Rudolfa Niliusa (dyrygentura). Działał jako chórmistrz, pedagog i organizator życia muzycznego w Linzu, współpracował z Jeunesses Musicales. Od 1959 do 1982 roku był wykładowcą Konserwatorium Wiedeńskego. W latach 1965–1970 i ponownie od 1983 roku był przewodniczącym związku kompozytorów austriackich. Otrzymał nagrodę państwową (1961) i nagrodę muzyczną miasta Wiednia (1971).

## Twórczość
Początkowo tworzył w stylistyce bliskiej impresjonizmowi. Po 1945 roku komponował w stylu neoklasycznym, stopniowo adaptując technikę dodekafoniczną i wykorzystując pewne środki zaczerpnięte z awangardy, które stosował jednak w bardzo ograniczonym zakresie.

## Wybrane prace
(na podstawie materiałów źródłowych)
- Musik in der Volksbildung (Wiedeń 1962)
- Egon Wellesz (Wiedeń 1964)
- Die Wiener Schule: Entwicklung und Ergebnis (Wiedeń 1969)
- Das kleine Wiener Jazzbuch (z J. Fritzem i in., Salzburg 1970)
- Singen als menschliche Kundgebung: Einführung in die Arbeit mit den „Singblattern zur Musikerziehung” (Wiedeń 1970)
- Das Österreichische Lied des 20. Jahrhunderts (Tutzing 1977)
- Vokale Aufführungspraxis (Wiedeń 1983)

## Ważniejsze kompozycje
(na podstawie materiałów źródłowych)

### Utwory orkiestrowe
- 6 symfonii (I 1954–1955, II 1955–1959, III 1962, IV 1966–1967, V „Venetianische Ergebnisse” 1969, VI 1987)
- 3 koncerty skrzypcowe (I 1944, II 1961, III 1979–1981)
- Admonter Tänze (1945)
- Koncert wiolonczelowy (1954)
- Concerto grosso na klarnet i orkiestrę (1958)
- Serenade (1952)
- Kontraste (1957)
- 8 Augenblicke (1958)
- Konturen na orkiestrę smyczkową (1958)
- Gespräche na orkiestrę kameralną (1959)
- Spiele (1970–1971)
- Rufe (1972)
- Exclamation (1973)
- Seestück na fortepian i orkiestrę (1974–1979)
- Epitaph für Hingerichtete (1976)
- Konzertstück, Fanfares (1984)

### Utwory kameralne
- 2 kwartety smyczkowe (I 1949, II 1966–1967)
- Sonata na klarnet i fortepian (1950)
- Sonata na altówkę i fortepian (1950)
- Sonata na skrzypce i fortepian (1950)
- Sonata na violę d’amore i fortepian (1950)
- Trio na flet, fagot lub wiolonczelę i fortepian (1951)
- Chaconne na altówkę i fortepian (1955)
- Oktett in 8 Skizzen (1959)
- Trio na obój, klarnet i fortepian (1965)
- Mosaik na obój, perkusję i fortepian (1968)
- 5 Stücke na kwintet dęty (1970)
- Szenen und Gebärden na zespół kameralny (1972)
- Die Ameisen na wiolonczelę i fortepian (1974)
- Kwintet dęty (1975)
- Adagio na wiolonczelę i fortepian (1981)

### Utwory wokalno-instrumentalne
- Gesang aus der Nacht na sopran, chór i orkiestrę (1957)
- Psalm 122 na chór i orkiestrę (1957)
- Alle Musik ist Stimme na sopran i orkiestrę (1967)
- Chorfantasie na głosy solowe, chór, fortepian i orkiestrę (1971)
- Markus-Passion (1973–1977, zrewid. 1983)

### Opery
- komedia muzyczna Der Tote Mann (1936–1938)
- komedia muzyczna Mirandolina (1946)
- opera kameralna Nacht der Verwandlung (wyst. Linz 1952)
- Der Biedermann Elend (1962)